# Milla rosea
Milla rosea är en sparrisväxtart som beskrevs av Harold Emery Moore. Milla rosea ingår i släktet Milla och familjen sparrisväxter. Inga underarter finns listade i Catalogue of Life.